# メイソン＝ディクソン線

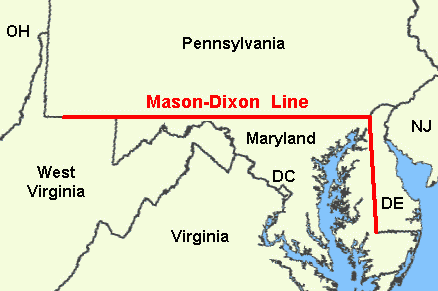
メイソン＝ディクソン線

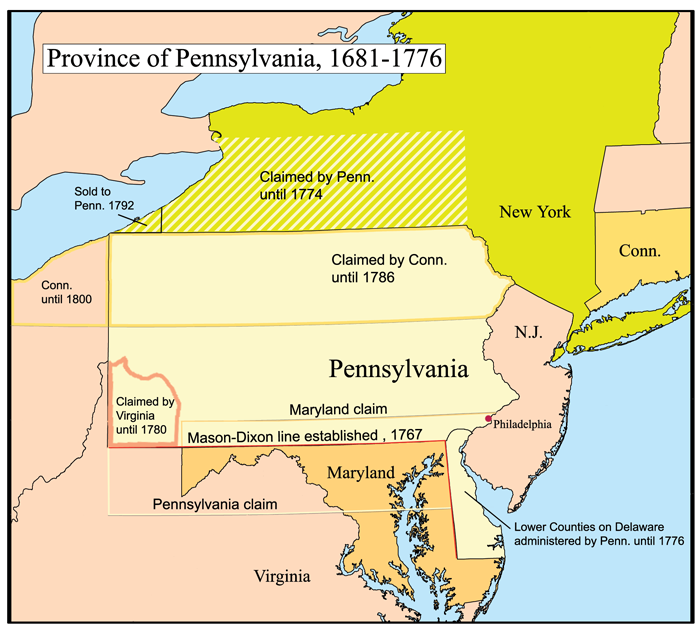
州境をめぐるペンシルベニア・メリーランド両植民地の主張

メイソン＝ディクソン線（メイソン＝ディクソンせん、Mason-Dixon Line）は、現在のアメリカ合衆国におけるペンシルベニア州、デラウェア州と、メリーランド州、ウェストバージニア州との間の州境の一部を定める境界線である。
1763年から1767年にかけてこの線の測量を行ったチャールズ・メイソンとジェレマイア・ディクソンにちなんで名付けられた。一般に、アメリカ合衆国の北部と南部とを隔てる境界であると認識されている。

## 歴史
ペンシルベニア植民地とメリーランド植民地はともに勅許状を根拠として北緯39度と40度の間の土地の領有を主張していた。また、デラウェア湾に沿った低地3郡（Three Lower Counties、現在のデラウェア州にあたる。）は、ペンシルベニア植民地の一部とされており、後にはペンシルベニア植民地の衛星植民地であるデラウェア植民地となった。
1732年、メリーランド植民地の領主であった第5代ボルティモア男爵チャールズ・カルバート（Charles Calvert）は、ペンシルベニア植民地の建設者ウィリアム・ペン（William Penn）の息子との間で、両者の主張の中間に境界線を引くとともに、カルバート側がデラウェア領有の主張を放棄するという合意文書に署名した。しかし、後にボルティモア卿は、その文書には合意したはずの事項が盛り込まれていないとして、実施を拒んだ。そして、1730年代半ばからは、両植民地の居住者の間で暴力的な争いが起きるようになった。このような両植民地の境界線を巡る紛争は、クレサップ戦争（Cresap's War）と呼ばれる。
この諍いは、1760年に第6代ボルティモア男爵フレデリック・カルバート（Frederick Calvert）が、1732年の合意を受け入れるようにとのイギリス国王による斡旋を受け入れるまで解決されなかった。解決策の一部として、ペン家とカルバート家は、チャールズ・メイソンとジェレマイア・ディクソンに、ペンシルベニア植民地、メリーランド植民地、デラウェア植民地、バージニア植民地の一部の間に新たに設けられた境界を調査するように依嘱した。メイソンとディクソンは1763年から1767年にかけて境界の測量を行い、これらの地域の境界が画定した。
1781年にペンシルベニアが奴隷制を廃止すると、デラウェアは奴隷州ではあったものの、この線のうちの西寄りの部分とオハイオ川とが自由州と奴隷州とを画別する境界となった。

## 地理

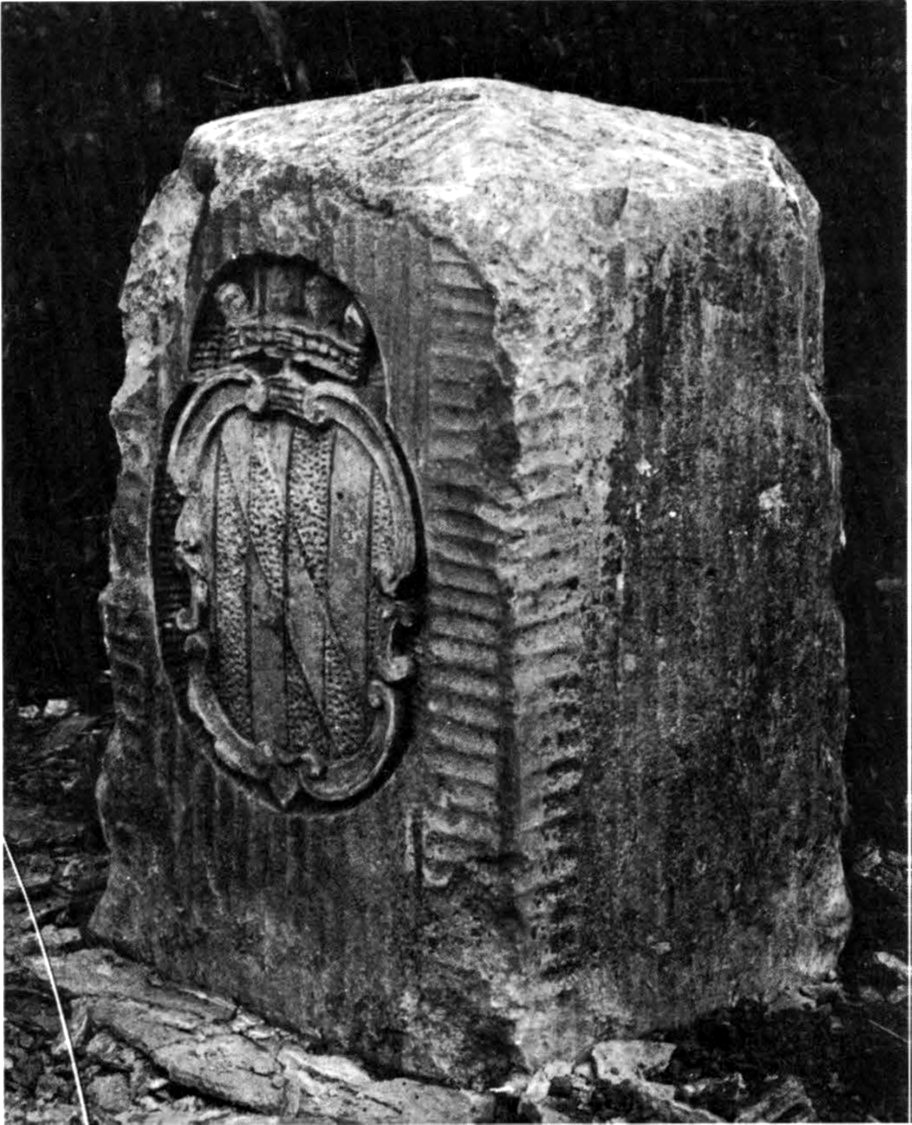
クラウンストーン。メリーランドの紋章が見える。

メイソンとディクソンによる調査は、フィラデルフィアの南をめざし、東はデラウェア川から、西は現在のウェストバージニア州との州境から始められた。
この調査では、デラウェアとペンシルベニアの境界や、デラウェアとメリーランドをほぼ南北に画す部分の境界も画定された。デラウェアとペンシルベニアの境界は円弧状の線で、12マイル円と呼ばれる。また、デラウェアとメリーランドの境界は、デルマーバ半島を等分することが重視されたため、正確に南北に走るものではない。
メリーランドとペンシルベニアの境界は、東西に走り、ほぼ北緯39度43分20秒に沿っている。すなわち、この線は幾何学的な意味での「直線」ではなく、航程線と同様のもので、ペンシルバニアとメリーランド境界線（300キロメートル強）の場合で直線に対して中央部でおよそ2キロメートルほど南側に湾曲した曲線となる。設置された標識の位置は測量誤差等の影響により北緯39度43分15秒から北緯39度43分23秒の間に分布している。
この調査は、当初の取り決めにはなかった、ペンシルベニアとバージニア植民地西部（南北戦争中にウェストバージニア州として独立する地域）の境界線にまで及んだが、この部分の境界線が承認されたのは後のことであった。
メイソン＝ディクソン線には1マイルごとに石の標識が置かれ、さらに5マイルごとにクラウンストーン（crownstone）と呼ばれる石の標識が置かれている。標識はイギリスから運ばれたもので、メリーランド側には "M"、ペンシルベニア及びデラウェア側には "P" が刻まれている。クラウンストーンには2つの紋章が刻まれている。これらの標識は現在でも多数が残っており、柵で囲まれたり、屋根が架けられたりして保存されている。なお、正式な境界線は緯線などの仮想線ではなく、地上設置の標識間を直線で結んだ線分の集合である。